# Tony Koski
Anthony P. Koski, detto Tony (26 giugno 1946), è un ex cestista statunitense, professionista nella ABA, in Germania e in Francia.

## Palmarès
- Coppa di Germania: 1

MTV Gießen: 1973